# Кулева къща
Кулевата къща (на гръцки: Οικία Κούλη) е къща в град Лерин, Гърция, обявена за паметник на културата.

## Местоположение
Къщата е разположена на улица „Августинос Кандиотис“ № 46, на десния бряг на Сакулева.

## История
Къщата е построена в междувоенния период за художника Стерикас Кулис. Обявена е за паметник на културата като „традиционна сграда със забележителен архитектурен и морфологичен характер“.